# 菲·貝恩特

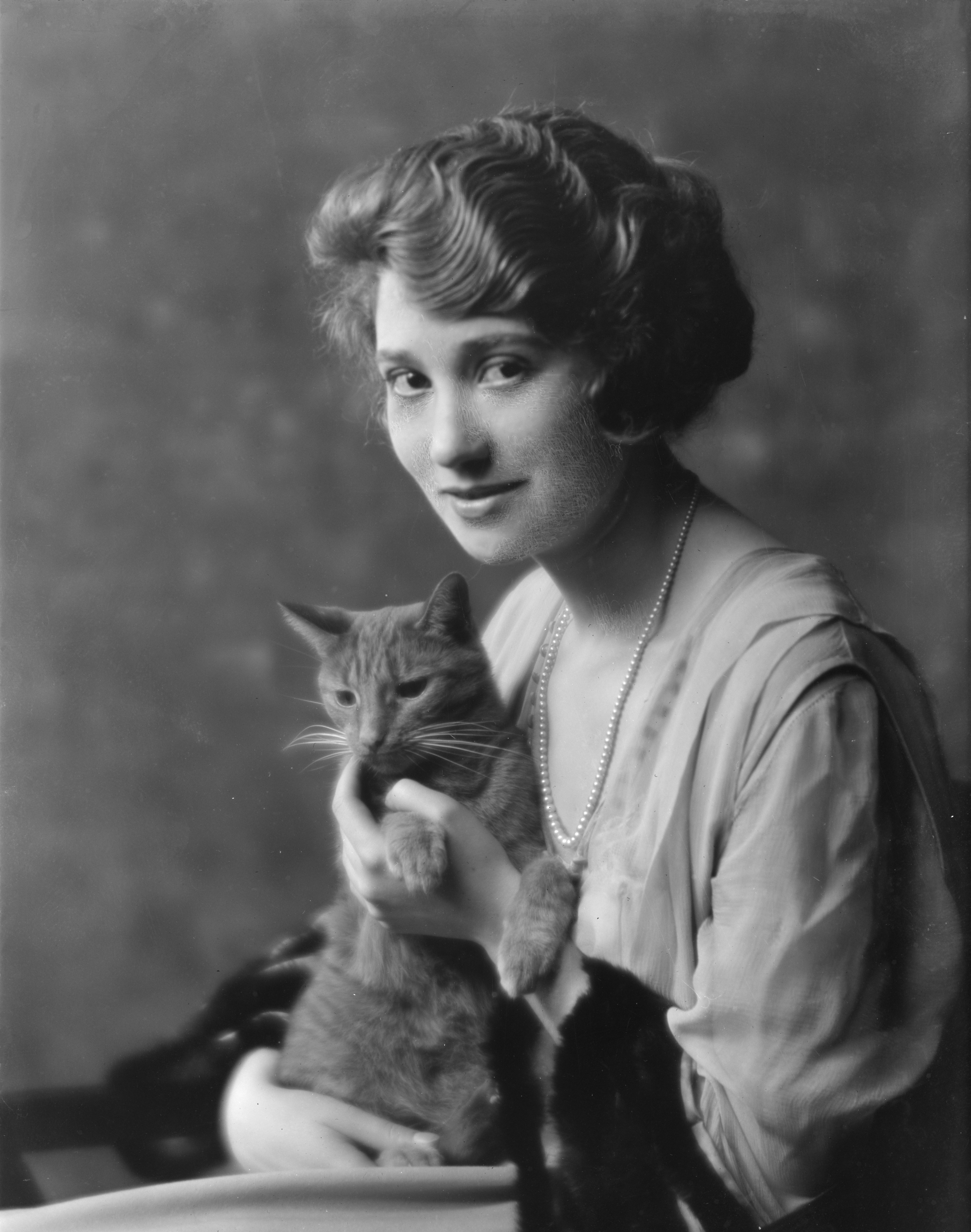
菲·貝恩特和猫写真

菲·貝恩特（英語：Fay Bainter，1893年12月7日—1968年4月16日）是美國電影演員，她曾憑藉1938年的電影《红衫泪痕》獲得奧斯卡最佳女配角獎。好萊塢星光大道上有可刻著其姓名的星星。